# Hemeroblemma junctilinea
Hemeroblemma junctilinea là một loài bướm đêm trong họ Erebidae.